# Colostygia püngeleri
Colostygia püngeleri là một loài bướm đêm trong họ Geometridae.